# Чемпионат России по конькобежному спорту 1892
Чемпионат России по конькобежному спорту в классическом многоборье 1892 года — четвёртый чемпионат России по конькобежному спорту, который прошёл 27 февраля 1892 года в Москве на катке Нижне-Пресненского пруда.
Чемпионом России стал Александр Белоусов (Москва), призёрами — Василий Шустов) (Москва) и А. Кольман.
Первые чемпионаты России (1889—1893) проводились на одной дистанции — 3 версты (3180 метров). Победители определялись по итогам предварительного и финального забегов.

## Результаты чемпионата
| место | спортсмен          | город  | 3 версты (3180 м)        |
| ----- | ------------------ | ------ | ------------------------ |
| 1     | Александр Белоусов | Москва | 6.27,7 (1/q), 6.49,2 (1) |
| 2     | Василий Шустов     | Москва | 6.49,7                   |
| 3     | А. Кольман         |        | 6.49,7                   |